# Оцелу-Рошу
Оцелу-Рошу (рум. Oțelu Roșu) — місто у повіті Караш-Северін в Румунії. Адміністративно місту підпорядковані такі села (дані про населення за 2002 рік):
- Мал (420 осіб)
- Чиреша (775 осіб)

Місто розташоване на відстані 317 км на північний захід від Бухареста, 43 км на північний схід від Решиці, 91 км на схід від Тімішоари.

## Населення
За даними перепису населення 2002 року у місті проживали 11 749 осіб.
Національний склад населення міста:
| Національність            | Кількість осіб | Відсоток |
| ------------------------- | -------------- | -------- |
| румуни                    | 10596          | 90,2%    |
| угорці                    | 476            | 4,1%     |
| німці                     | 476            | 4,1%     |
| цигани                    | 98             | 0,8%     |
| українці                  | 37             | 0,3%     |
| італійці                  | 20             | 0,2%     |
| словаки                   | 17             | 0,1%     |
| серби                     | 8              | 0,1%     |
| євреї                     | 5              | < 0,1%   |
| чехи                      | 3              | < 0,1%   |
| турки                     | 2              | < 0,1%   |
| росіяни-липовани          | 1              | < 0,1%   |
| болгари                   | 1              | < 0,1%   |
| хорвати                   | 1              | < 0,1%   |
| греки                     | 1              | < 0,1%   |
| поляки                    | 1              | < 0,1%   |
| не вказали національність | 1              | < 0,1%   |

Рідною мовою назвали:
| Мова       | Кількість осіб | Відсоток |
| ---------- | -------------- | -------- |
| румунська  | 10961          | 93,3%    |
| німецька   | 382            | 3,3%     |
| угорська   | 364            | 3,1%     |
| українська | 19             | 0,2%     |
| циганська  | 9              | 0,1%     |
| сербська   | 6              | 0,1%     |
| італійська | 2              | < 0,1%   |
| російська  | 1              | < 0,1%   |
| хорватська | 1              | < 0,1%   |
| грецька    | 1              | < 0,1%   |

Склад населення міста за віросповіданням:
| Релігія                                       | Кількість осіб | Відсоток |
| --------------------------------------------- | -------------- | -------- |
| православні                                   | 9011           | 76,7%    |
| римо-католики                                 | 1334           | 11,4%    |
| п'ятдесятники                                 | 559            | 4,8%     |
| баптисти                                      | 518            | 4,4%     |
| реформати                                     | 114            | 1,0%     |
| греко-католики                                | 66             | 0,6%     |
| адвентисти                                    | 42             | 0,4%     |
| бретрени                                      | 9              | 0,1%     |
| лютерани                                      | 8              | 0,1%     |
| старообрядці                                  | 5              | < 0,1%   |
| юдеї                                          | 5              | < 0,1%   |
| не релігійні                                  | 5              | < 0,1%   |
| лютерани (Синодально-пресвітеріанська церква) | 4              | < 0,1%   |
| атеїсти                                       | 3              | < 0,1%   |
| унітарії                                      | 2              | < 0,1%   |
| мусульмани                                    | 1              | < 0,1%   |
| не вказали релігію                            | 9              | 0,1%     |